# Hugo del Vecchio
Pour les articles homonymes, voir del Vecchio.
Hugo Óscar del Vecchio, né le 22 février 1928, est un joueur argentin de basket-ball.

## Palmarès
- Champion du monde 1950
- Finaliste des Jeux panaméricains de 1951